# Семенко, Пелагея Максимовна

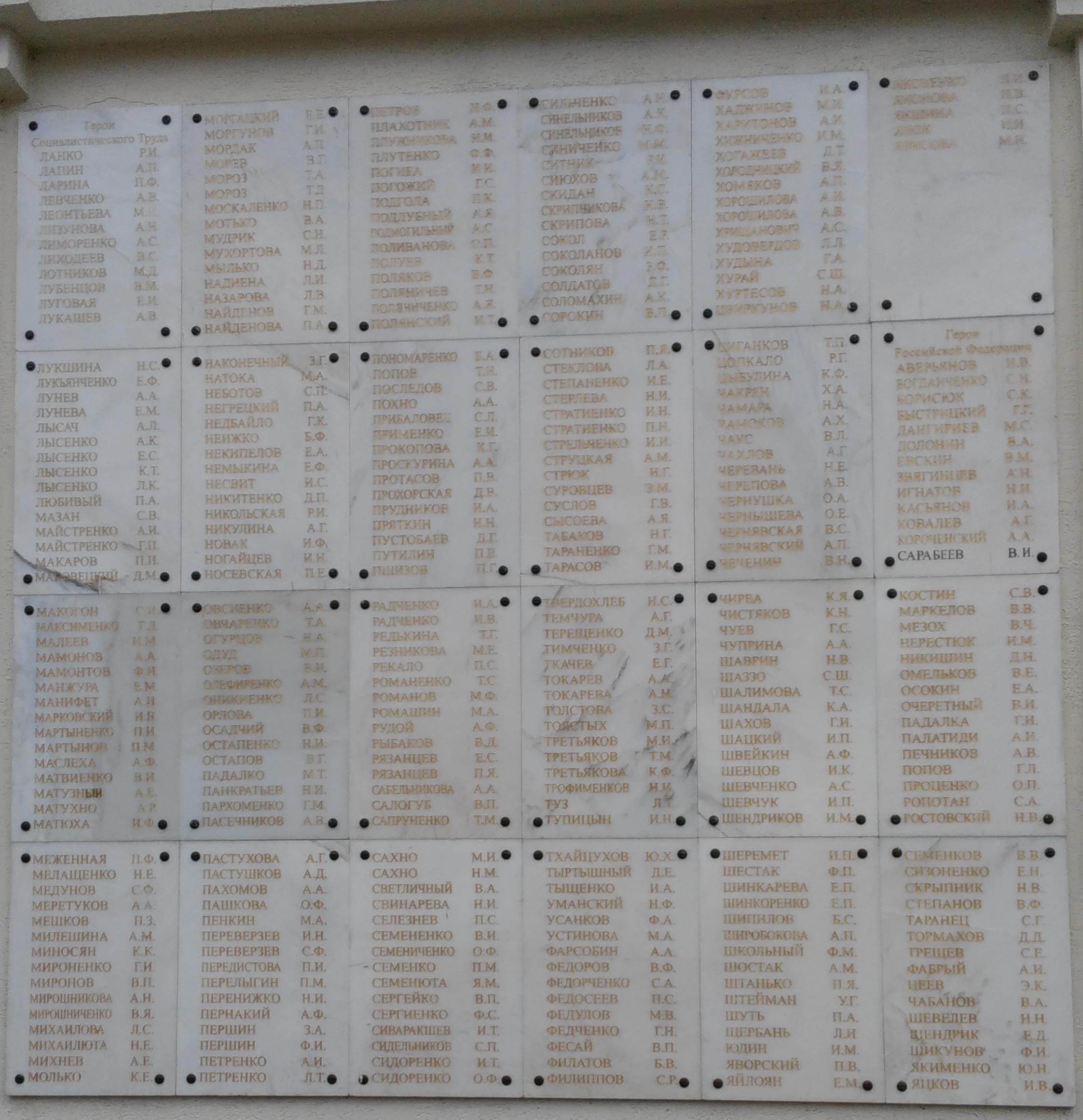
Мемориальная доска с именами Героев Социалистического Труда Кубани и Адыгеи. Краснодар

Пелагея Максимовна Семенко (1904—?) — звеньевая семеноводческого совхоза «Кубань» Министерства совхозов СССР, Гулькевичский район Краснодарского края. Герой Социалистического Труда (06.04.1948).

## Биография
Родилась в 1904 году в селе Казьминское, ныне Кочубеевского района Ставропольского края, в семье крестьянина. Русская.
С 1937 года работала в 5-м отделении семеноводческого совхоза «Кубань» Гулькевичского района, позже возглавила полеводческое звено по выращиванию зерновых..
По итогам работы в 1947 году звеном П. М. Семенко получен урожай пшеницы 33,7 центнера с гектара на площади 8 гектаров..
Указом Президиума Верховного Совета СССР от 6 апреля 1948 года за получение высоких урожаев пшеницы при выполнении совхозами плана сдачи государству сельскохозяйственных продуктов в 1947 году и обеспеченности семенами всех культур в размере полной потребности для весеннего сева 1948 года звеньевой семеноводческого совхоза «Кубань» Семенко Пелагея Максимовна присвоено звание Героя Социалистического Труда с вручением ордена Ленина и золотой медали «Серп и Молот».
Этим же Указом Президиума Верховного Совета СССР большая группа работников совхоза, за получение высоких урожаев, была награждена орденами и медалями. Директор семеноводческого совхоза «Кубань» Прудников, Иван Александрович, получивший урожай пшеницы 31,3 центнера с гектара на площади 374,5 гектара, и ещё одиннадцать человек удостоены почётного звания Героя Социалистического труда.
Пелагея Максимовна Семенко была неоднократной участницей ВСХВ и ВДНХ, и в последующие годы её звено добивалось высоких показателей в социалистическом соревновании продолжало получать отличные урожаи.

## Награды
- Медаль «Серп и Молот» (06.04.1948);
- Орден Ленина (06.04.1948).
- Медаль «За трудовую доблесть»
- Медаль «В ознаменование 100-летия со дня рождения Владимира Ильича Ленина» (6 апреля 1970)
- Медаль «Ветеран труда»
- медалями ВСХВ и ВДНХ

- и другими
- Отмечена грамотами и дипломами.

## Память
- На могиле установлен надгробный памятник.
- Имя Героя золотыми буквами вписано на мемориальной доске в Краснодаре.
- В 2012 году открыта «Аллея Славы» у дворца культуры поселка Кубань с портретом Героя совхоза.